# Спартак (Казахстан)
Спарта́к (каз. Спартак) — село у складі Байтерецького району Західноказахстанської області Казахстану. Входить до складу Январцевського сільського округу.
Населення — 52 особи (2021; 109 у 2009, 174 у 1999, 225 у 1989).